# La Llorona (película de 1960)
La Llorona es una película de terror, suspenso y fantasía oscura mexicana de 1960, escrita por Adolfo Torres Portillo, dirigida por René Cardona y protagonizada por María Elena Marqués, Mauricio Garcés, Eduardo Fajardo y Luz María Aguilar. Esta cinta está basada en el cuento de La Llorona de Carmen Toscano, habla de una familia que es maldecida por el espíritu maligno de Luisa, la "mujer llorona". La película fue filmada en locaciones de Guanajuato, México.
En el México del siglo XX, los recién casados Felipe (Mauricio Garcés) y Margarita (Luz María Aguilar) reciben la visita del padre de Margarita, Don Gerardo Montes (Carlos López Moctezuma), quien les cuenta la historia de La Llorona.

## Trama
En el México del siglo XVI, una mujer mestiza llamada Luisa es visitada por un conquistador español de clase alta llamado Don Nuño de Montesclaros (Eduardo Farjado). Se enamora tanto del hombre que deja su vida para empezar de nuevo con Don Nuño. Don Nuño y Luisa tienen un niño y una niña. Sin embargo, Don Nuño se va, ya que debe ir a misiones. Días después recibe la visita de uno de los compañeros conquistadores de Nuño. Le dice que Don Nuño no volverá a casa por mucho tiempo debido a sus deberes. Sospechosa, sigue al conquistador y llega a un palacio donde encuentra a Don Nuño. Explica que se casará con una nueva mujer ya que Luisa no es completamente española. Enfurecida y con el corazón roto, maldice a Don Nuño y sus descendientes que todos los primogénitos de su línea de sangre serán asesinados violentamente. Cuando regresa a casa, apuñala a sus propios hijos hasta la muerte. Todo el pueblo se entera y Luisa es condenada a muerte.
Gerardo termina la historia y dice que el hermano de Margarita fue asesinado violentamente cuando tenía cuatro años porque era primogénito. Felipe hace pasar la historia como un cuento popular, pero la casa es visitada por una mujer con una capa negra que está asumiendo el trabajo de niñera para el bebé recién nacido de Felipe y Margarita. Luisa (bajo el alias de "Carmen Asiul") es aceptada pero planea en secreto asesinar al bebé. Intenta matar al bebé muchas veces, pero no tiene éxito en cada intento. Gerardo sospecha de la nueva niñera, ya que siente que la ha visto antes, pero no sabe dónde.
Una noche Felipe y Margarita deciden salir dejando solo a Luisa y Gerardo en casa. Luisa está dispuesta a matar al bebé con la misma daga con la que mató a sus propios hijos. Gerardo se da cuenta de que es Luisa y se apresura a ir a la habitación del bebé. Luisa se retira de alguna manera y cuando Gerardo abre la puerta, descubre que Luisa ha desaparecido y la daga está empalada en el suelo. Con el bebé a salvo, los padres en casa y el fantasma de Luisa desaparecido, Gerardo quema la daga y el dibujo de Luisa en un incendio. Se da cuenta de que la maldición que su familia había sufrido durante años finalmente se ha ido.

## Elenco
- María Elena Marqués como Luisa del Carmen / La Llorona / Carmen Asiul
- Eduardo Fajardo como Don Nuño de Montes Claros
- Luz María Aguilar como Margarita Montes
- Carlos López Moctezuma como Don Gerardo Montes
- Mauricio Garcés como Felipe Arnáiz
- Marina Banquells como Jorgito
- Juan José Martínez Casado como Tristán
- Emma Roldán como María
- Francisco Pando como Fraile
- David Reynoso como Juez
- Erna Martha Bauman como Doña Ana
- Manuel Casanueva como Jaime, mayordomo (sin acreditar)
- Rubén Márquez como Autoridad época colonial

## Producción
Este es un recuento literal de la leyenda de La Llorona (la mujer que llora), presente en muchos países de América Latina y en España, símbolo de la mujer nativa que traicionó a su pueblo al convertirse en la amante de un conquistador y una mala madre, en este caso, una muy mala madre, "a la Medea" - que mata a los hijos que tuvo con su amante conquistador español. Tomando partes de la obra de teatro de Carmen Toscano, la película está ambientada en el México contemporáneo, pero recuerda algunos siglos para contar la triste historia de Llorona. Ahora es la niñera del nieto de un descendiente de los que la castigaron y planea matar a su hijo. Un detalle curioso: el papel del niño, Jorgito, es interpretado por una niña. María Elena Marqués encabeza un elenco de destacados intérpretes españoles.